# Carmen Galin

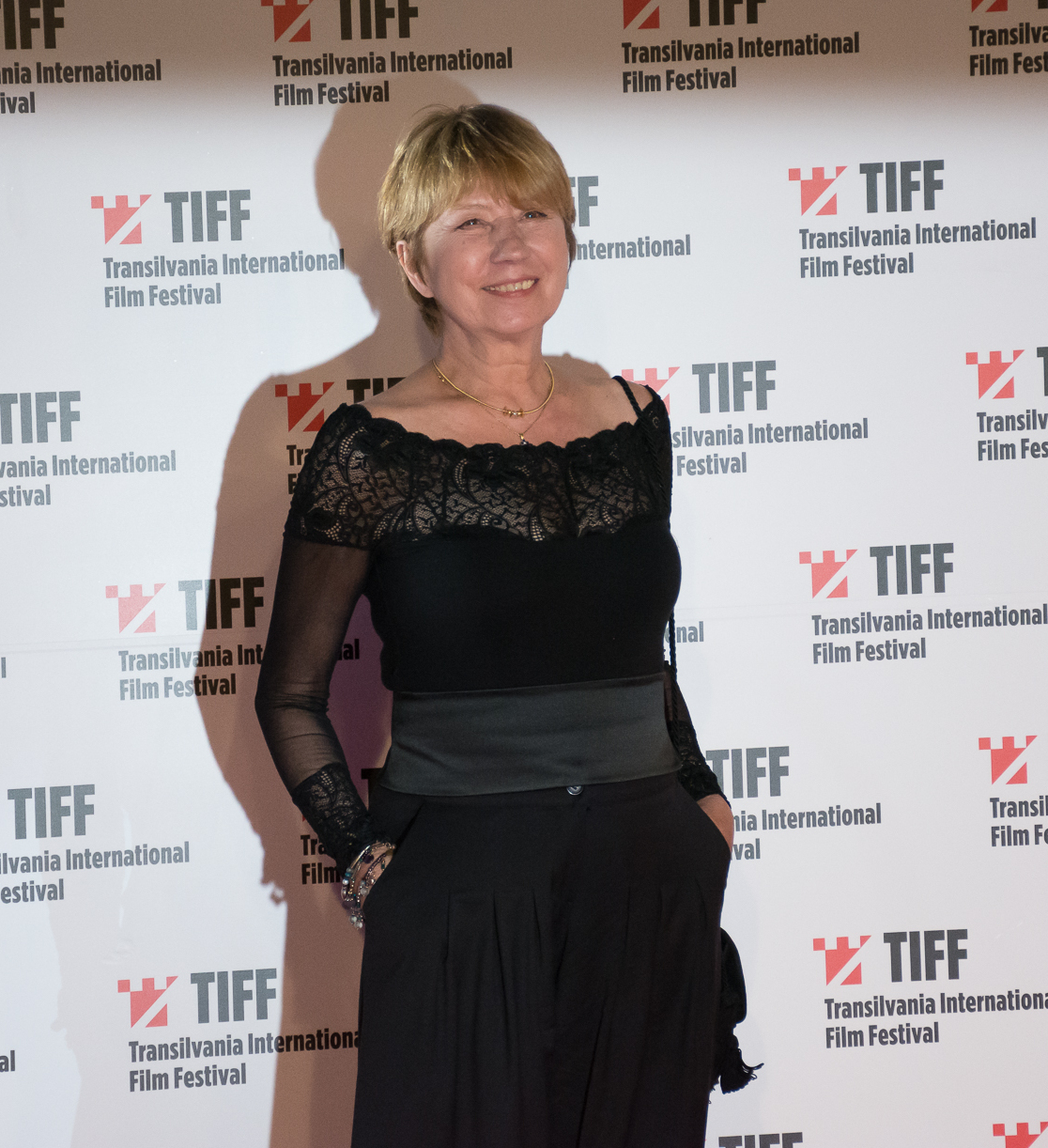
Carmen Galin

Carmen Galin (* 14. März 1946 in Iași; † 13. März 2020) war eine rumänische Schauspielerin, Musikerin und Hörspielsprecherin. In ihrer Heimat wurde sie oft mit Greta Garbo verglichen.

## Biografie
Galin studierte in Nationaluniversität der Theater- und Filmkunst „Ion Luca Caragiale“. Ihre Lehrer waren Sanda Manu, Ion Cojar, Dinu Negreanu und Mihai Mereuță. Neben ihrer Filmkarriere spielte an verschiedenen rumänischen Theatern. Dies waren von 1967 bis 1970 das Jugendtheater in Piatra Neamț, von 1970 bis 1975 das Nationaltheater „Lucian Blaga“ (Teatrul Național Lucian Blaga) in Cluj-Napoca, von 1975 bis 1990 „Das Kleine Theater“ (Teatrul Mic) in Bukarest und 1990–1995 das Nationaltheater Bukarest.
Nach 20 Jahren Ehe mit dem Regisseur Dan Pița heiratete Galin 1995 Dan Schneider, den ersten Dollar-Millionär Rumäniens nach der Wende, mit dem sie 18 Jahre bis zu dessen Tod 2013 verheiratet war. Danach widmete sie sich privat wohltätigen Projekten. Kinderlos starb Carmen Galin im März 2020 einen Tag vor ihrem 74. Geburtstag.

## Filmografie (Auswahl)
- 1967: Die Morgenstunde eines braven Jungen
- 1978: Gesucht wird: Johnny (Profetul, aurul și ardelenii)
- 1981: Wir werden das Kind schon schaukeln
- 1990: Flickflack auf dem Schwebebalken[4]

## Hörspiele (Auswahl)
- 1991: Panait Istrati – Neranțula (als Neranțula)
- 1993: Walt Disney, Dramatizare de Mioara Tîrzioru – Un Vis Extraordinar (als Miss Mary)

## Diskografie
- 1982: Fram Waltz (Titelmusik zu The Clowns und A Clown At The North Pole)